# Oryzias sinensis
El medaka chino es la especie Oryzias sinensis, un pez de agua dulce de la familia adrianictíidos, ampliamente distribuido por todo el este de Asia, donde sus poblaciones son abundantes y no están amenazadas.
Fue descrita inicialmente en 1989 como una subespecie de Oryzias latipes, pero en 2001 fue elevado a la categoría de especie.

## Importancia para el hombre
No es pescado pues carece de interés comercial. Está resultando ser una especie invasiva, pues se ha introducido en Kazajistán donde ahora es abundante, colonizó el mar de Azov y se ha encontrado en un río de Ucrania en 2003.

## Anatomía
Cuerpo alargado y tamaño muy pequeño, con una longitud máxima descrita de 3,1 cm, sin espinas con 18 a 20 radios blandos en la aleta anal.

## Hábitat y biología
Habitan las aguas dulces bentopelágicas tropicales. Abunda en aguas superficiales y medias, preferentemente costeras poco profundas, del lago Fuxian en China. Se ha informado que prefiere los pantanos, marismas, arrozales, lagunas y arroyo de agua estancada y vegetación densa, evitando las aguas que fluyen o de poco vegetación.
Se alimenta principalmente de algas filamentosas y zooplancton.